# Perdus dans les ténèbres
Pour les articles homonymes, voir Sperduti nel buio.
À ne pas confondre avec le film Perdu dans les ténèbres (1947), adapté de la même pièce.
Pour plus de détails, voir Fiche technique et Distribution.
Perdus dans les ténèbres (Sperduti nel buio) est un film dramatique italien sorti en 1914. Il est réalisé par Nino Martoglio et, selon certains spécialistes, également par Roberto Danesi (it).
Il s'agit d'une adaptation de la pièce de théâtre éponyme de Roberto Bracco créée en 1901. Considéré comme un classique du cinéma muet et un exemple rare de cinéma vériste et naturaliste pour l'époque, il a fait l'objet d'études et de considérations jusqu'à ce que le film soit perdu à cause de la Seconde Guerre mondiale. Même après, certains l'ont considéré comme un exemple lointain de néo-réalisme, ce que contestent d'autres commentateurs.

## Synopsis
Naples, par une nuit d'orage, deux marginaux se rencontrent par hasard. Elle est Paolina, fille illégitime d'une mère séduite puis abandonnée par un noble, qui survit en travaillant comme mendiante et en fréquentant parfois par nécessité les milieux de la pègre. Un jour, poursuivie par la police, elle se réfugie dans une taverne où elle rencontre Nunzio, un aveugle exploité par son beau-père, qui gagne sa vie en jouant du violon. Ils se rapprochent d'abord pour s'entraider, puis tombent amoureux, et rêvent d'échapper à leurs exploiteurs, mais sans pouvoir échapper à la misère. Puis des vicissitudes les séparent.
Entre-temps, le duc de Vallenza, père de Pauline, pris de remords d'avoir abandonné l'enfant et devenu vieux et malade, décide de réparer son erreur et de faire d'elle l'héritière de ses biens. Mais la perfide Livia, dernière maîtresse du noble, le trompe et réussit à s'approprier les biens du duc, empêchant Pauline de recevoir ce qui est prévu dans le testament de son père. Entre-temps, Nunzio, bien qu'aveugle, réussit à déjouer une agression contre Pauline de la part d'un voyou. De nouveau réunis, le jeune couple décide, pour échapper à la misère, de quitter la ville.

## Fiche technique
- Titre français : Perdus dans les ténèbres[2],[3]
- Titre original italien : Sperduti nel buio[4]
- Réalisateur : Nino Martoglio, Roberto Danesi (it)
- Scénario : Roberto Bracco d'après sa pièce éponyme, créée en 1901.
- Photographie : Luigi Romagnoli
- Montage : Nino Martoglio
- Musique : Enrico de Leva (it)
- Société de production : Morgana film (it)
- Pays de production :  Royaume d'Italie
- Langue originale : italien
- Format : Noir et blanc - 1,33:1 - muet - 35 mm
- Durée : 66 minutes
- Genre : film dramatique
- Dates de sortie :
  - Royaume d'Italie : 20 septembre 1914[5]

## Distribution
- Giovanni Grasso : Nunzio, l'aveugle
- Virginia Balistrieri : Paolina
- Dillo Lombardi : Duc de Vallenza
- Maria Carmi : Livia Blanchardt
- Totò Majorana : le beau-père de Nunzio
- Vittorina Moneta : la mère de Paolina
- Ettore Mazzanti : Don Gennarino, guappo
- Gina Benvenuti : La mère de Nunzio
- Maria Balistrieri :